# Sven Verbrugge
Sven Verbrugge (Schoten, 21 augustus 1967) is een voormalig Belgisch bakkenist.

## Levensloop
Verbrugge werd in 1986 actief als bakkenist op aandringen van Guy Vervoort, ter vervanging van Axel Mampaey. In zijn eerste wedstrijd, de Enduro van Overpelt, werd hij met hun zijspanteam derde. Van 1987 tot 1991 was hij vervanger van Lieve Van den Heuvel in de zijspan bij Marcel Jennes. In 1992 was hij actief als bakkenist van Marc Leysen in de BLM.
In 1993 maakte Verbrugge de overstap naar de BMB, alwaar hij een team vormde met Gunther Govaerts. Samen werden ze Belgisch kampioen en 11e in de WK-eindstand. In 1994 won hij, wederom met Govaerts, zijn eerste Grand Prix, hun tweede Belgische titel en eindigden ze 8e in de WK-eindstand. In 1995 viel Verbrugge drie maanden uit ten gevolge van een enkelblessure en talusfractuur, hij werd vervangen in de zijspan door Kris Verhaegen. In 1996, zijn laatste seizoen als bakkenist van Govaerts, won het duo de Grand Prix van België te Rijkevorsel en werden ze 7e in de WK-eindstand. Vervolgens vormde Verbrugge een duo met Geert de Volderen, maar na amper een wedstrijd gaf de Volderen er de brui aan. Hieropvolgend trad Verbrugge opnieuw met Govaerts aan in de MON en de BLM. Aan het einde van dit seizoen werd hij gevraagd in de zijspan van de Nederlander Daniël Willemsen als vervanger van diens broer Marcel die zwaar geblesseerd was na een crash op het Open Duits Kampioenschap Zijspancross te Aichwald. Tijdens de laatste manche van het wereldkampioenschap in het Nederlandse Oss behaalden ze de overwinning en werden ze derde in het WK-eindklassement.
In 1998 vormde Verbrugge opnieuw een duo met Govaerts en traden ze aan in de BLM. Een jaar later, in 1999, keerde hij terug op het hoogste niveau in duo met de Duitser Martin Golz. Ze werden 12e in de WK-eindstand. In 2000 startte Verbrugge het seizoen in duo met Peter Steegmans, maar stapte hij na een WK-wedstrijd over naar het team van Daniel Willemsen. Alwaar hij wederom diens broer Marcel verving, nadat deze ernstig gewond was geraakt na het breken van een ruggenwervel. Het duo behaalde de 2e plek in de WK-eindstand met overwinningen in het Zwitserse Frauenfeld (24/04), het Duitse Pflückuff (2/07), het Britse Canada Heights (3/09) en het Letse Cēsis (24/09). Dit herhaalden ze in 2001, met overwinningen in het Zweedse Saxtorp (26/08), het Britse Canada Heights (2/09) en het Zwitserse Tägerig (9/09). Daarnaast wonnen ze het Nederlands kampioenschap. In 2002 vormde Verbrugge een duo met Marc Leysen en traden ze aan in de VLM. Halfweg het seizoen vormde hij gedurende twee races opnieuw een duo met Willemsen, waarbij het duo tweemaal tweede werd. Het seizoen maakte Verbrugge ten slotte af met de Est Are Kaurit met wie hij 4e eindigde in de WK-eindstand. In 2003 vormde Verbrugge een duo met de Let Kristers Serģis, met wie hij tweede werd in de WK-eindeindstand. Het duo behaalde overwinningen in het Spaanse Talavera de la Reina (6/04), het Nederlandse Markelo (18/05), het Bulgaarse Sevlievo (1/06), het Duitse Pflückuff (13/7) en het eveneens Duitse Beuern (7/09). In 2004 startte het duo beloftevol aan het seizoen met overwinningen in het Spaanse Talavera de la Reina (21/03) en het Franse Castelnau-de-Lévis (4/04). In de vierde grand prix van dat seizoen, in het Duitse Aufenau, kwam het duo echter ten val met als gevolg dat Serģis drie maanden buiten strijd was met een schouderblessure. Het duo werd 7e in de WK-eindstand en daarenboven Belgisch kampioen.
In 2005 vormde Verbrugge opnieuw een duo met Willemsen. Het duo slaagde er in de wereldtitel binnen te halen met overwinningen in het Nederlandse Halle (29/05), het Franse Brou (5/06), het Letse Cēsis (10/07), het Belgische Neeroeteren (17/07), het Duitse Reutlingen (31/07) en het Letse Kegums (21/08). In 2006 domineerde het duo bijna het ganse wereldkampioenschap met zes overwinningen op acht wedstrijden. Zo werd er gewonnen in het Nederlandse Oss (23/04), het Kroatische Zabok (21/05), het Franse Brou (4/06), het Letse Kegums (18/06), het Belgische Neeroeteren (2/07) en het Franse Saint-Jean-d'Angle (13/09). Daarnaast wonnen ze zowel het Nederlands als het Belgisch kampioenschap. Op het einde van het seizoen werd de samenwerking tussen het duo stopgezet. In 2007 trad Verbrugge opnieuw aan in de VLM, ditmaal als bakkenist aan de zijde van Christian Corthouts. Samen winnen ze het BK bij de amateurs. In 2008 vormde hij een duo met Nicky Pulinx. In juli kwam het echter tot een breuk met Pulinx en trad Verbrugge opnieuw met Corthouts aan in de VLM. Bij de start van 2009 vormde Verbrugge een duo met Gerrit van Werven, na de eerste GP besloot Verbrugge echter opnieuw een duo te vormen met Daniël Willemsen. Samen boekten ze overwinningen in het Zwitserse Wohlen, het Poolse Gdańsk, het Oekraïense Chernivtsi en het Nederlandse Varsseveld. Begin juli kwam Willemsen echter ten val tijdens een wedstrijd in het Nederlandse Mill en brak daarbij zijn scheenbeen. Tijdens de blessure van Willemsen trad Verbrugge aan als bakkenist van Peter Steegmans. Later op het seizoen behaalden Verbrugge samen met Willemsen nog een zege in het Russische Penza. Het duo eindigde op een vijfde plaats in de WK-eindstand. Het komt echter op het einde van het seizoen opnieuw tot meningsverschillen tussen Verbrugge en Willemsen en de samenwerking werd wederom stopgezet.
In 2010 vormde Verbrugge wederom een duo met Steegmans. Tijdens de WK-manche in het Letse Kegums (8/08) blesseerde Verbrugge zijn kuit en brak zijn scheenbeen na een sprong. Desondanks sloeg het duo erin om de opgebouwde voorsprong in het Duits kampioenschap te vrijwaren en met 1 punt verschil de zege binnen te halen. In 2011 herenigden Verbrugge en Willemsen opnieuw. Het duo boekte overwinningen in het Franse Castelnau-de-Lévis (17/04), het Zwitserse Frauenfeld (25/04), het Oekraïense Chernivtsi (8/05), het Franse Brou (13/06), het Belgische Genk (3/07) en het Russische Kamensk-Oeralski (21/08). Tijdens de WK-campagne moest Verbrugge verstek laten gaan voor de wedstrijd te Bessenbach (24/07), nadat hij een race in Hasselt uit de zijspan was gevallen. Het duo behaalde zo hun derde (gezamenlijke) WK-eindzege.
In 2013 trad Verbrugge aan in de VLM met Andy Van Orshaegen als bakkenist. Na een zware crash met een andere bakkenist in een wedstrijd in Betekom, waarbij Van Orshaegen zich blesseerde, vormde Verbrugge enkele wedstrijden  met Guy Smet een duo. Samen haalden ze de Belgische titel binnen. In 2014 trad Verbrugge, ditmaal met Tim Schoenmakers als bakkenist, aan in de IMBA en de VMCF. Het duo behaalde brons op het IMBA EK in het Zwitserse Amriswil.
Verbrugge is woonachtig te Kasterlee.

## Palmares
- Wereldkampioenschap (FIM) 2005, 2006 en 2011
- Wereldkampioenschap (FIM) 2000, 2001 en 2003
- Wereldkampioenschap (FIM) 1997
- Europees kampioenschap (IMBA) 2014
- Belgisch kampioenschap (BMB) 1993, 1994, 2004 en 2006
- Nederlands kampioenschap (KNMV) 2001 en 2006
- Duits kampioenschap 2010